# Modiʿin Illit
Modiʿin Illit (hebräisch מודיעין עילית), auch Kirjat Sefer (hebräisch קריית ספר) genannt, ist eine Stadt und israelische Siedlung im Westjordanland. Sie wurde 1994 gegründet und liegt etwa auf halbem Weg zwischen Tel Aviv und Jerusalem rund 6 Kilometer von der israelischen Stadt Modi’in entfernt.
Modiʿin Illit ist mit 81.216 Einwohnern (Stand: Januar 2022), größtenteils ultraorthodoxe Juden, die größte israelische Siedlung im Westjordanland. 2015 betrug die Einwohnerzahl 64.179. Sie liegt östlich der Grünen Linie. Die von Israel errichtete Sperranlage hat nahe Modi’in Illit die Form einer Mauer und trennt das Westjordanland von Modi’in Illit ab.

## Name
Modiʿin Illit, deutsch Ober-Modiʿin wurde nach der gut 6 Kilometer entfernten Stadt Modiʿin in Israel benannt. Von den meisten Haredim wird sie Kirjat Sefer genannt, wenngleich die Regierungskommission für die Vergabe von Namen diese Bezeichnung aus zweierlei Gründen für ungültig erklärt hat: Zum einen war Kirjat Sefer der Name der Baugesellschaft, welche die Siedlung errichtete, zum anderen liegt das biblische Kirjat Sefer weit entfernt von der heutigen gleichnamigen Siedlung. Daher wurde der Name offiziell geändert, und Kirjat Sefer wird zusammen mit den nahe gelegenen Achusat Brachfeld und Gane Modiʿin als Modiʿin Illit bezeichnet, analog zum Namen des Lokalverbandes.

## Geschichte
Die Siedlung wurde als eigenständige Ansiedlung von vier ultraorthodoxen Kommunalpolitikern gegründet. Ziel war eine Erleichterung der beengten Wohnsituation in den ultraorthodoxen Ballungsgebieten Bnei Berak und Jerusalem.

## Geographie
Modiʿin Illit liegt etwa auf halbem Weg zwischen Tel Aviv und Jerusalem in der Nähe der Stadt Modi’in auf der Israel zugewandten westlichen Seite der Israelischen Sperranlagen, die den Ort so weiträumig umgeben bzw. nach Fertigstellung umgeben werden, dass er sich noch beträchtlich ausdehnen kann. Der Flächennutzungsplan des Bauministeriums von 1998 sieht den Bau von weiteren 1200 Häusern für die Region von Modiʿin Illit bis zum Jahr 2020 vor.

## Rechtlicher Status
Nach israelischer Auffassung gehört Modi'in Illit zu den Siedlungen, die innerhalb Israels verbleiben müssen, sollte es im Israelisch-Palästinensischen Konflikt zu einer Friedenslösung kommen. Die entsprechende Forderung der israelischen Regierungen in den Verhandlungen über eine Zwei-Staaten-Lösung wurde von mehreren US-amerikanischen Präsidenten unterstützt, so auch von Bill Clinton im Jahr 2000.
Nach einem Bericht der israelischen Organisation Schalom Achschaw befinden sich 44,57 Prozent des Landes, auf dem die Stadt errichtet wurde, in palästinensischem Privatbesitz, was gegen israelisches Recht verstößt. Seit einem Urteil des Obersten Israelischen Gerichts aus dem Jahr 1979 dürfen keine israelischen Siedlungen auf Land gebaut werden, das sich in palästinensischem Privatbesitz befindet. Die israelische Militärverwaltung in den besetzten Gebieten, auf deren Statistiken sich der Bericht stützt, bestreitet, dass der Bericht die Realität korrekt wiedergibt, reagierte jedoch nicht auf den Vorwurf, dass der Staat Israel weiterhin jüdische Siedlungen auf Land in palästinensischem Privatbesitz errichten lässt, was einen Verstoß gegen ein Urteil des israelischen Höchstgerichtes aus dem Jahr 1979 darstellt.

## Bevölkerung
2006 erreichte die Stadt eine Geburtenziffer von acht Kindern je Frau, den höchsten Wert in ganz Israel. Er liegt weit über dem Schnitt Deutschlands (1,37), Israels (2,9), überschreitet sogar übliche Werte in Afrika und stellt einen der höchsten Werte der Industriestaaten dar.
| Jahr | Einwohner | Steigerung |
| ---- | --------- | ---------- |
| 1994 | 2.400     | –          |
| 1995 | 5.500     | 129 %      |
| 1996 | 6.150     | 11,8 %     |
| 1997 | 8.090     | 31,5 %     |
| 1998 | 10.500    | 29,7 %     |
| 1999 | 13.000    | 23,8 %     |
| 2000 | 16.400    | 26,1 %     |
| 2001 | 19.200    | 17,0 %     |
| 2002 | 22.000    | 14,5 %     |
| 2003 | 24.290    | 10,4 %     |
| 2004 | 27.386    | 12,7 %     |
| 2005 | 28.500    | 4,0 %      |
| 2006 | 34.500    | 13,1 %     |
| 2007 | 38.100    | 10,4 %     |
| 2008 | 41.900    | 10,0 %     |
| 2009 | 46.200    | 13,2 %     |